# Dalatias licha
El carocho, (Dalatias licha) es una especie de tiburón de la familia Dalatiidae del orden Squaliformes, única del género Dalatias.
Es un pez bioluminiscente.

## Taxonomía
El tiburón carocho fue originalmente descrito como Squalus licha por el naturalista francés Pierre Joseph Bonnaterre, en su Tableau 1788 encyclopédique et méthodique des trois regnes de la naturaleza, la muestra tipo de "Le Cap Breton" se ha perdido. Esta especie fue luego colocada en su propio género, Dalatias, que venía de la sinonimia de Constantine Samuel Rafinesque 1810 Dalatias sparophagus por S. licha. Sin embargo, algunas autoridades de este conflicto en el argumento de que D. sparophagus es un nomen dubium, y prefiere utilizar el siguiente nombre disponible género Scymnorhinus. El nombre del género Dalatiasse deriva del griego dalos o Da-Lu, que significa "antorcha". El epíteto específico licha viene de los funerarios, un antiguo nombre francés de este tiburón. También es llamado Tollo negro.

## Filogenia y evolución
Los estudios cladísticos han encontrado que los parientes más cercanos del tiburón carocho son los tiburones cigarros (Isistius), con las que comparten varias denticiones al esqueleto muscular similitudes. Se cree que Dalatias y Isistius divergieron evolutivamente poco después de los Tiempos del transición entre el Cretácico y el Terciario (65.5 Ma), como parte de una radiación adaptativa de escualos en las profundidades del mar en hábitats relativamente superficiales.
Los fósiles más antiguos (dientes) que definitivamente pertenecen a la fecha de tiburón carocho a la Eoceno Medio época, como los que se recuperó de Bortonian etapas depósitos (43,0-37,0 Ma) en Nueva Zelanda.

## Distribución y hábitat
El tiburón carocho tiene casi un rango circunglobal en las aguas cálidas y tropicales de temperatura, que consiste en una serie de poblaciones muy distantes entre sí, con intercambio de probabilidades de poco entre ellos. Este tiburón no se ha informado desde el Pacífico oriental y el Océano norte de la India. En el Atlántico norte, tiene ocurrencia en el Georges Bank y el norte de Golfo de México, y de la Mar del Norte de Camerún, en particular alrededor de la Islas Británicas, en el oeste y el centro Mediterráneo, y en las costas de Madeira y Azores. En el Océano Índico, se encuentra fuera de Sudáfrica y Mozambique. En el Pacífico, se produce fuera de Japón, Java, Australia y Nueva Zelanda, y Islas de Hawái. No hay un único registro de esta especie en el Atlántico sur, de frente al sur de Brasil. 
Es una especie de aguas profundas, el tiburón carocho es más común a una profundidad de 600m, pero ha sido capturado desde la superficie hasta una profundidad de 1880m.
En las Azores este tiburón segrega por sexo, con las hembras más comunes en torno a una profundidad de 1650m y los machos más comunes en torno a 412-418m.
El tiburón carocho habita en los estantes continental exterior y superior del talud continental, y también se encuentra alrededor de las islas oceánicas y montes submarinos. Es el único miembro de su familia que suele encontrarse cerca del fondo del mar en lugar de en el centro de la columna de agua, aunque en ocasiones ha sido capturado por encima de la parte inferior.